# Vòng Nam Cực

Bản đồ thế giới với Vòng Nam Cực màu đỏ

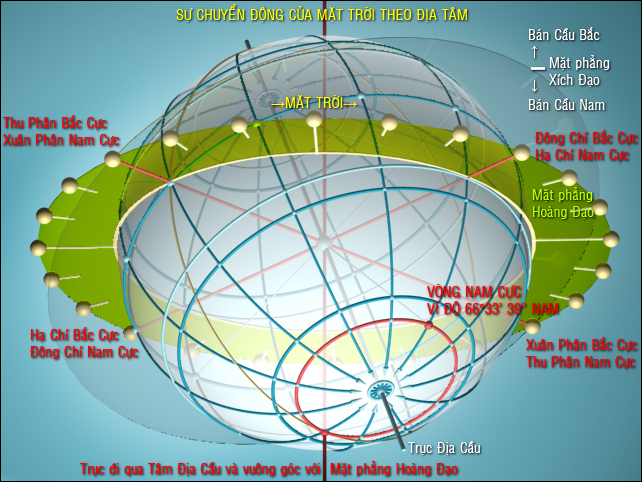
Vòng Nam Cực trong Hệ Toạ Độ Địa Cầu

Bản đồ của Nam Cực với Vòng Nam Cực màu xanh.

Vòng Nam Cực là một trong 5 vĩ tuyến chính trên bản đồ Trái Đất. Năm 2000, đường này nằm ở vĩ tuyến 66° 33′ 39″ (hoặc 66,56083°) phía nam đường xích đạo. Khu vực phía nam vòng Nam Cực gọi là vùng Nam Cực và khu giáp ngay phía bắc vòng này gọi là vùng ôn đới phương Nam. Vĩ tuyến tương đương ở Bắc bán cầu là vòng Bắc Cực.
Mọi nơi ở phía nam vòng Nam Cực đều có ít nhất 1 ngày có Mặt Trời suốt 24 giờ và 1 ngày không có Mặt Trời suốt 24 giờ trong năm. Nói cách khác, mỗi năm có ít nhất 1 ngày đêm mà Mặt Trời không lặn và 1 ngày đêm mà Mặt Trời không mọc lên.
Trên nguyên tắc, 2 ngày đó diễn ra vào ngày hạ chí Nam Cực trong tháng 12 và ngày đông chí Nam cực trong tháng 6. Việc đó xảy ra vì trục của Trái Đất nghiêng khoảng 23,5 độ, liên quan tới hoàng đạo (bề mặt của quỹ đạo Trái Đất quay xung quanh Mặt Trời). Vào ngày đông chí Nam cực thì Nam bán cầu nghiêng đi xa mặt trời với khoảng cách tối đa và vùng tối tăm thường xuyên lên tới ranh giới phía bắc. Ngày hạ chí Nam cực thì Nam bán cầu nghiêng về phía mặt trời với mức tối đa, vùng có ánh sáng mặt trời thường xuyên lên tới tận ranh giới phía bắc.
Trên thực tế, nhiều yếu tố khác ảnh hưởng tới việc xuất hiện ngày hoặc đêm liên tục 24 giờ, yếu tố quan trọng nhất là khúc xạ của khí quyển, độ cao so với mực nước biển của người quan sát, các ảo thị và sự kiện Mặt Trời xuất hiện như một cái đĩa chứ không như một điểm.
Các ảo thị ở lục địa Nam Cực thường ngoạn mục hơn ở vùng Bắc Cực, chẳng hạn xuất hiện hàng loạt cảnh Mặt Trời mọc và Mặt Trời lặn, trong khi thực tế Mặt Trời vẫn ở phía dưới đường chân trời.
Do việc thay đổi dần dần độ nghiêng của trục Trái Đất, nên vòng Nam Cực cũng di chuyển chậm chạp..

## Địa lý và dân số
Tính từ kinh tuyến gốc (0°) sang phía đông, vòng Nam Cực đi qua Enderby Land, Wilkes Land, Bán đảo Nam Cực, quần đảo Balleny và sát bên đảo Borradaile.
Phần lớn đất đai của châu Nam Cực nằm trong vòng Nam Cực. Không có người cư trú thường xuyên
ở phía nam vòng Nam Cực. Tuy nhiên có nhiều trung tâm nghiên cứu của nhiều quốc gia với các đội khoa học gia cư trú theo mùa trong khu vực. Trong thế kỷ trước có người của vài trạm đánh bắt cá voi cư trú bán thường xuyên ở đây và một số người đánh bắt cá voi đã sống ở đây từ một năm trở lên. Ít nhất đã có 3 trẻ em sinh ra tại châu Nam Cực. Tuy nhiên chúng được sinh ra ở các trạm phía bắc vòng Nam Cực.
Tính bắt đầu từ kinh tuyến gốc về phía đông, vòng Nam Cực đi qua:

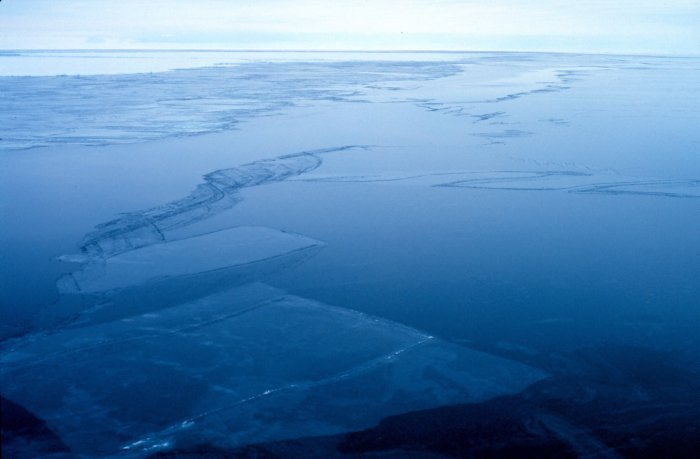
Băng trên biển Ross

| Kinh tuyến | Lãnh thổ hay biển | Ghi chú                                       |
| ---------- | ----------------- | --------------------------------------------- |
| 0°         | Nam Đại Dương     | phía bắc của Queen Maud Land                  |
| 30° Đ      | Nam Đại Dương     | phía bắc của Queen Maud Land                  |
| 60°        | Nam Đại Dương     | phía bắc của Queen Maud Land, thềm băng Amery |
| 90°        | Wilkes Land       |                                               |
| 120°       | Wilkes Land       |                                               |
| 150° Đ     | Nam Đại Dương     | phía bắc của Victoria Land                    |
| 180°       | Nam Đại Dương     | Biển Ross                                     |
| 150° T     | Nam Đại Dương     | phía bắc của Marie Byrd Land                  |
| 120°       | Nam Đại Dương     | Amundsen Sea                                  |
| 90°        | Nam Đại Dương     | Peter Island                                  |
| 60°        | Graham Land       |                                               |
| 30° T      | Weddell Sea       |                                               |